# Mubahalaversen

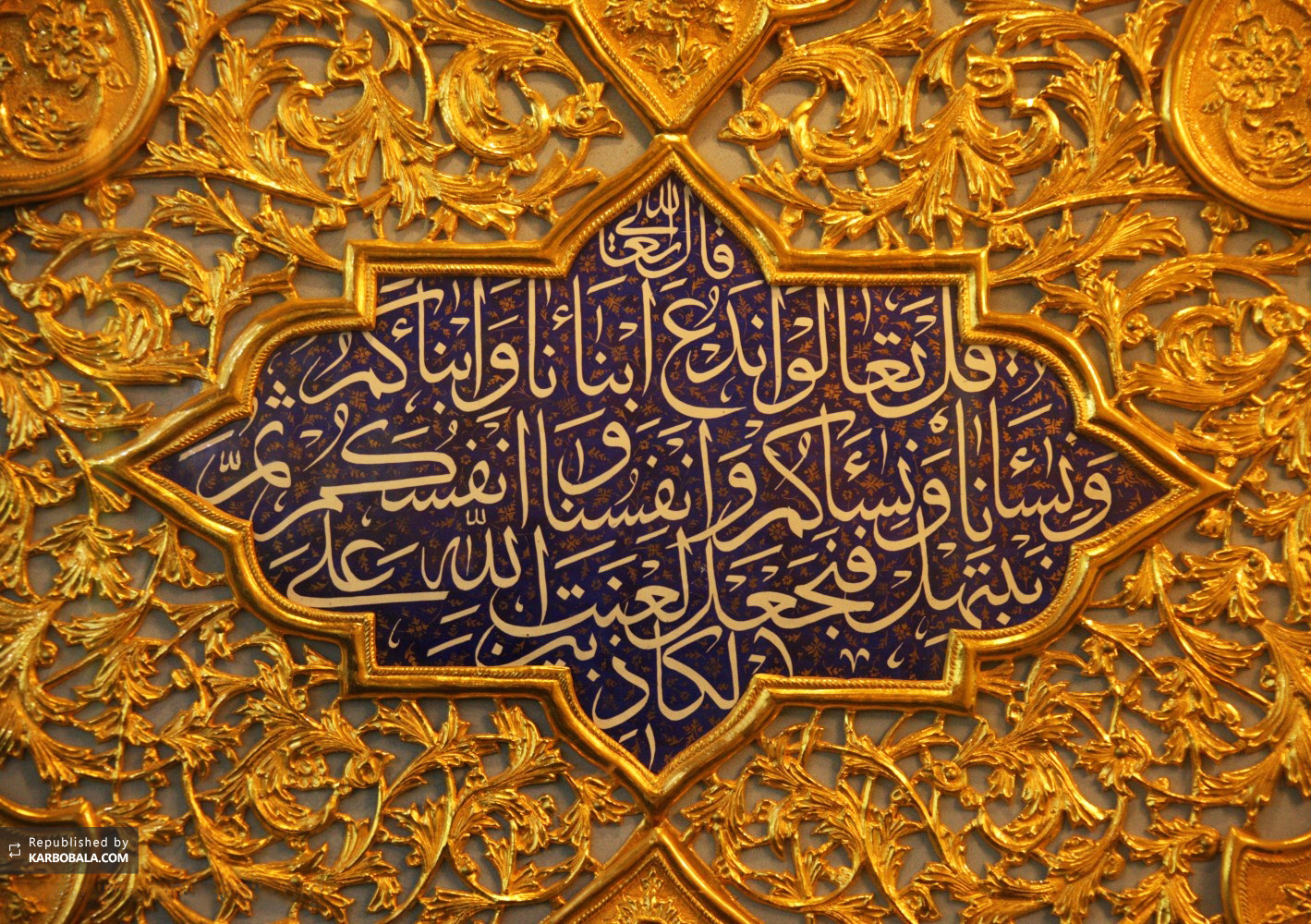
Mubahalaversen uppsatt i Husayn ibn Alis helgedom.

Mubahalaversen (arabiska: آیة المباهلة) är vers 61 i sura Al 'Imran i Koranen. Versen uppenbarades i samband med en debatt mellan den islamiske profeten Muhammed och en kristen delegation från Najran. Ordet mubahala betyder att förbanna på arabiska, och versen uppenbarades som en lösning på den oenighet som uppstod mellan Muhammed och de kristna genom att de skulle förbanna varandra under en bestämd dag för att se vem som stod på sanningens sida.

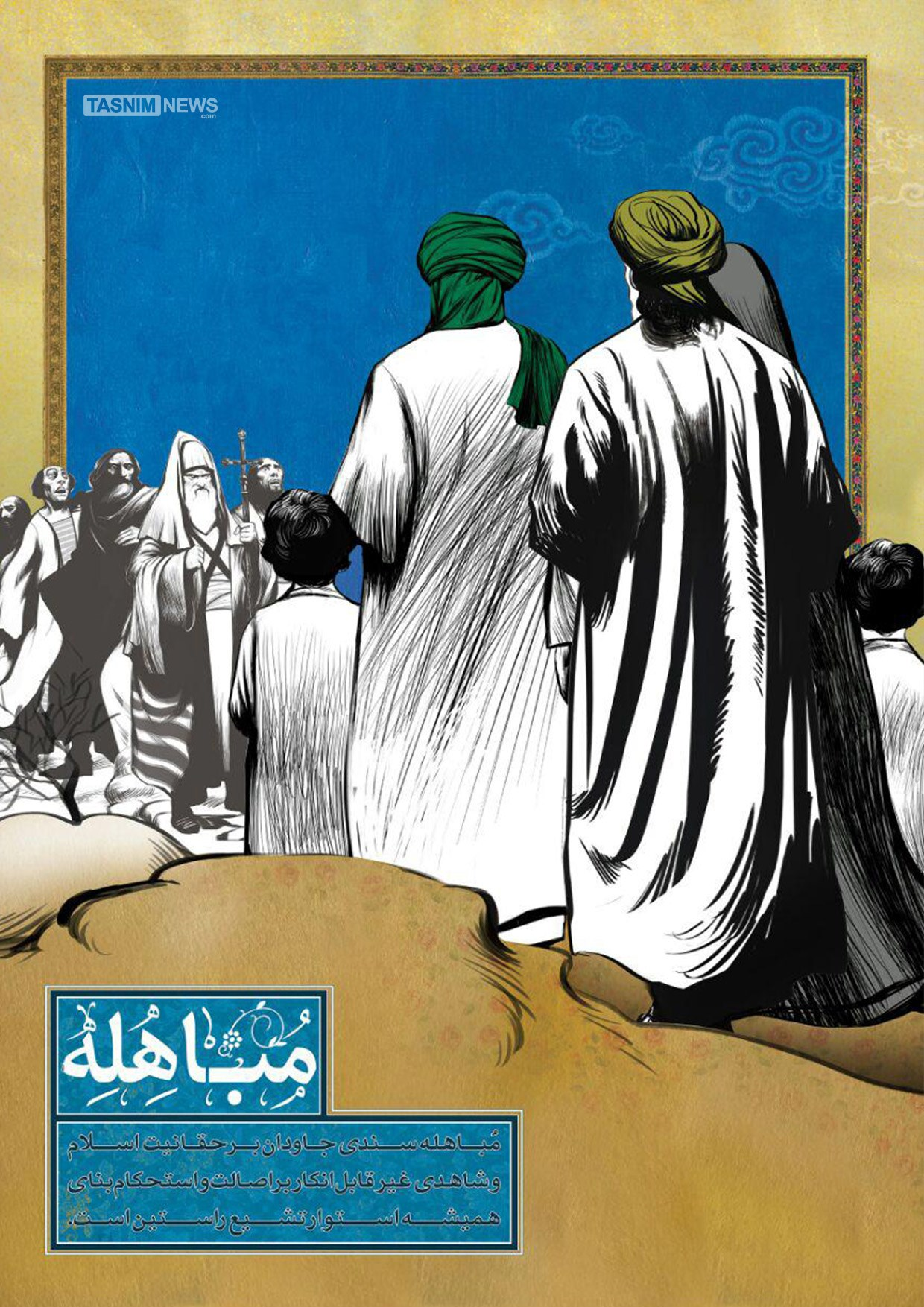
En illustration av mubahalahändelsen.

Bakgrunden till händelsen var att Muhammed ville presentera islam för de kristna från Najran och för att de skulle acceptera honom som profet. Under religiösa diskussioner om likheter och skillnader dök frågan om Jesus gudomlighet upp. De kristna vägrade att acceptera Muhammeds läror om Kristus. Muhammed åberopade då en mubahala (en förbannelsebön) på grund av deras vägran, och föreslog att hans och motpartens söner, kvinnor och likar skulle delta i mubahalaevenemanget.

## Text
| Text | Translitteration | Översättning |
| --- | --- | --- |
| فَمَنْ حَاجَّكَ فِيهِ مِن بَعْدِ مَا جَاءَكَ مِنَ الْعِلْمِ فَقُلْ تَعَالَوْا نَدْعُ أَبْنَاءَنَا وَأَبْنَاءَكُمْ وَنِسَاءَنَا وَنِسَاءَكُمْ وَأَنفُسَنَا وَأَنفُسَكُمْ ثُمَّ نَبْتَهِلْ فَنَجْعَل لَّعْنَتَ اللَّـهِ عَلَى الْكَاذِبِينَ | Faman hajjaka feehi min baAAdi ma jaaka mina alAAilmi faqul taAAalaw nadAAu abnaana waabnaakum wanisaana wanisaakum waanfusana waanfusakum thumma nabtahil fanajAAal laAAnata Allahi AAala alkathibeena | Om någon vill tvista med dig om detta, sedan du tagit emot den kunskap som har kommit dig till del, säg då: "Låt oss kalla våra söner och era söner, våra kvinnor och era kvinnor, ja, låt oss alla samlas och ödmjukt be Gud att Han avkunnar Sin dom, och låt oss nedkalla Guds fördömelse över alla som ljuger." |

## I lexikon
Mubahala har formen mufa'ala, som betyder att man utför en handling bilateralt. Ordets grundbokstäver är ba-ha-la, som bildar ett verb som betyder att förbanna.

## I hadither
Efter att de kristna hade blivit kallade till mubahala återvände de till den plats de stannade på. Deras ledare al-Sayyid al-'Aqib föreslog att de skulle acceptera utmaningen ifall Muhammed utmanade dem med sitt folk då han i sådana fall inte är en profet. Men ifall Muhammed utmanade dem med sin familj skulle de inte utmana honom, eftersom han inte skulle ta med sin familj ifall han inte var sanningsenlig.
I böckerna Sahih Muslim och Jami at-Tirmidhi har det nämnts att när vers 3:61 uppenbarades kallade Guds sändebud på Ali, Fatima, Hasan och Husayn och sa till Gud att de är hans familj. Traditioner säger att de kristna blev förvånade när de såg att Muhammeds familj följde med Muhammed till mubahala. De kristna vägrade sedan att utföra mubahala. Då gav Muhammed dem två alternativ; antingen kunde de konvertera till islam eller så skulle de betala jizya (en skatt för fria icke-muslimer under muslimskt styre). De kristna accepterade då att betala skatten.
Shiamuslimer menar att Ali är Muhammeds like eftersom han endast kan inkluderas i ordet anfusana (ordagrant: våra själar) som det står i versen, med den enda skillnaden att han inte är en profet.

## Id al-mubahala
Id al-mubahala är en årlig högtid för shiamuslimer och äger rum den 24 dhu-al-hijjah. Shiiter firar dagen för att de anser att islam segrade och de fäster stor vikt vid Ahl al-Bayts roll i händelsen.